# Diary of a Wimpy Kid: The Meltdown
Diary of a Wimpy Kid: The Meltdown ou Diário de um Banana: Batalha Neval (BR) ou Diário de um Banana: Vai Tudo Abaixo (PT) é o 13º livro da série Diário de um Banana.  Está nevando muito e a escola foi fechada, de repente, várias pessoas da rua Surrey e vizinhança começam uma guerra de bolas de neve. Será que Greg e Rowley vão perder ou vão virar heróis?
EDIÇÃO AMERICANA:
Título: Diary of a Wimpy Kid: The Meltdown
Autor: Jeff Kinney
Data de lançamento: 30 de outubro de 2018
Número de páginas: 217 de história (224 no total)
Editora: Amulet Books
EDIÇÃO BRASILEIRA:
Título: Diário de um Banana: Batalha Neval 
Autor: Jeff Kinney
Tradutor: Alexandre Boide
Data de lançamento: 30 de outubro de 2018
Número de páginas: 217 de história (224 no total) 
Editora: V&R editoras
EDIÇÃO PORTUGUESA:
Título: O Diário de um Banana: Vai Tudo Abaixo 
Autor: Jeff Kinney
Data de lançamento: 30 de outubro de 2018
Número de páginas: 217 de história (224 no total)
Editora: Booksmile
SINOPSE OFICIAL:
O inverno não será fácil para Greg Heffley. Uma nevasca fechou a escola e ele pensou que poderia ficar em casa jogando videogame debaixo dos cobertores. Só que não! Sua mãe quer vê-lo fazendo atividades ao ar livre. Mas o clima lá fora não é nada amistoso. O bairro se transformou num verdadeiro campo de batalha. Grupos rivais disputam território, constroem fortalezas de gelo e se envolvem em épicas guerras de bola de neve. Greg e seu fiel escudeiro Rowley vão ter que lutar pela sobrevivência. Será que, quando a neve derreter, os dois surgirão como heróis? Ou não vão escapar de gelada?
PERSONAGENS:
Gregory Heffley: Greg que começou a guerra de bola de neve, ele construiu um iglu e as pessoas começaram a jogar bolas de neve nele e no Rowley, depois que a as bolas de neve acabaram, eles caíram em cima do iglu. Depois disso, seu pai disse que quando nevava quando ele era criança, o vilarejo virava uma arena de combate de bolas de neve.
Rowley Jefferson: Rowley também ajudou Greg a criar o iglu, depois eles precisavam criar um nome e uma bandeira, Rowley queria que o nome fosse "Lufa-Lufa" mas Greg disse que devia ser um nome original. Então eles foram criar a bandeira, eles pegaram uma fronha, Greg disse que queria um machado ensanguentado para assustar os moleques, mas Rowley queria um lobo, só que um machado ensanguentado mais um lobo dá um lobo morto, o que não ia assustar ninguém. 
Rodrick Heffley: ele quase não aparece no livro, é apenas citado nas páginas 44, 45, 46, 48 e 137.
Manny Heffley: como Rodrick, ele também quase não aparece no livro, apenas aparece nas páginas 44, 45, 46, 48, 143, 144, 145, 146, 149 e 152.
Susan Heffley: Neste livro, Susan obriga Greg a sair dos videogames e brincar na neve, mas ele não acha graça nisso e fala :- Nunca vi um adulto ralando no gelo. 
Frank Heffley: Quando Greg e Rowley estavam perdidos na floresta, eles fogem de lá e quase que eles são atropelados por Frank.
PERSONAGENS CITADOS:
Fregley, Jacob Hoff, Ernesto Gutierrez, Gabriel Johns, David Marsh, Joseph O'Rourke, Mitchell Pickett, Lombada, Pervis Gentry, Gino, Bebê Gibson, Anthony Denard, Sheldon Reyes, Jeremy e Jameson Garza, as irmãs Marlee, Emilia Greenwall, Latricia Hooks, Victoria Hooks e Evelyn Trimble.
FONTES:
- Diary of a Wimpy Kid: The Meltdown